# Mostra internazionale del Nuovo Cinema di Pesaro
La Mostra internazionale del Nuovo Cinema di Pesaro ou Festival du film de Pesaro est un festival de cinéma se déroulant à Pesaro, en Italie créé en 1964 par Lino Miccichè et Bruno Torri. 
Il se déroule tous les ans en juin /juillet.